# Eridolius ussuriensis
Eridolius ussuriensis är en stekelart som beskrevs av Dmitriy R. Kasparyan 1990. Eridolius ussuriensis ingår i släktet Eridolius och familjen brokparasitsteklar. Inga underarter finns listade i Catalogue of Life.